# OSCP1
OSCP1 (англ. Organic solute carrier partner 1) – білок, який кодується однойменним геном, розташованим у людей на 1-й хромосомі. Довжина поліпептидного ланцюга білка становить 389 амінокислот, а молекулярна маса — 44 586.
| 10         |  | 20         |  | 30         |  | 40         |  | 50         |
| ---------- |  | ---------- |  | ---------- |  | ---------- |  | ---------- |
| MSVRTLPLLF |  | LNLGGEMLYI |  | LDQRLRAQNI |  | PGDKARKDEW |  | TEVDRKRVLN |
| DIISTMFNRK |  | FMEELFKPQE |  | LYSKKALRTV |  | YERLAHASIM |  | KLNQASMDKL |
| YDLMTMAFKY |  | QVLLCPRPKD |  | VLLVTFNHLD |  | TIKGFIRDSP |  | TILQQVDETL |
| RQLTEIYGGL |  | SAGEFQLIRQ |  | TLLIFFQDLH |  | IRVSMFLKDK |  | VQNNNGRFVL |
| PVSGPVPWGT |  | EVPGLIRMFN |  | NKGEEVKRIE |  | FKHGGNYVPA |  | PKEGSFELYG |
| DRVLKLGTNM |  | YSVNQPVETH |  | VSGSSKNLAS |  | WTQESIAPNP |  | LAKEELNFLA |
| RLMGGMEIKK |  | PSGPEPGFRL |  | NLFTTDEEEE |  | QAALTRPEEL |  | SYEVINIQAT |
| QDQQRSEELA |  | RIMGEFEITE |  | QPRLSTSKGD |  | DLLAMMDEL  |  |            |

A: Аланін

C: Цистеїн

D: Аспарагінова кислота

E: Глутамінова кислота

F: Фенілаланін

G: Гліцин

H: Гістидин

I: Ізолейцин

K: Лізин

L: Лейцин

M: Метіонін

N: Аспарагін

P: Пролін

Q: Глутамін

R: Аргінін

S: Серин

T: Треонін

V: Валін

W: Триптофан

Задіяний у таких біологічних процесах, як транспорт, альтернативний сплайсинг. 
Локалізований у клітинній мембрані, мембрані.